# Джорджадзе, Арчил Константинович
Арчил Константинович Джорджадзе (груз. არჩილ კონსტანტინეს ძე ჯორჯაძე, 10 января 1872 года, Тифлис — 21 марта 1913 года, Батуми) — грузинский политический деятель, один из основателей и главный идеолог партии социалистов-федералистов Грузии.

## Биография
Родился в семье военнослужащего, семья вскоре переехала в Кутаиси, и Арчил начал учиться в Кутаисской классической гимназии. Продолжил обучение в Тифлисе и в 1892 году окончил 1-ю тифлисскую гимназию. В том же году поступил в Санкт-Петербургский университет, затем переехал в Варшаву, но вернулся и продолжил обучение на факультете естественных наук. Вскоре после этого он отправился за границу, чтобы слушать лекции в парижских и лондонских университетах. В этот период он интересовался социологией, а затем руководствовался учением Л. Н. Толстого.
Жил в Англии в колонии Толстого, в деревне Перливадес, графство Эссекс. В 1897 году опубликовал книгу на тему «Опыт общества нравственной жизни», которая привлекла внимание Льва Толстого.
После 1901 года грузинская интеллигенция вернулась в Грузию и активно участвовала в общественно-политической жизни страны. В 1901—1902 годах Арчил Джорджадзе создал так называемую теорию общих действий, которая была теоретическим обоснованием для консолидации грузинских национально-освободительных сил.
Сотрудничал в журнале «Северный Вестник», публиковался под псевдонимом А. Сабуйский. Для популяризации своих идей и для привлечения внимания демократической общественности Европы, вместе с Георгием Деканозишвили и другими с мая 1903 года издавал в Париже французское приложение к газете «Сакартвело» — «Ла Жеоржи».
Получил приглашение в Женеву для организации Конференции политических партий Грузии, на которой была создана «Социалистическая-федералистская партия Грузии» — первая национальная политическая партия в Грузии. Арчил Джорджадзе стал лидером и главным идеологом партии.
Похоронен в пантеоне Дидубе.

## Память
Именем Арчила Джорджадзе названа улица в Тбилиси.